# Eléa Henrard
Eléa Henrard (17 augustus 1999) is een Belgische atlete, die gespecialiseerd is in de middellange afstand. Ze werd eenmaal Belgisch kampioene.

## Loopbaan
Henrard werd in 2018 voor het eerst Belgisch indoorkampioene op de 800 m.
Henrard is aangesloten bij Leichtathletik-Club Eupen.

## Belgische kampioenschappen
Indoor
| Onderdeel | Jaar |
| --------- | ---- |
| 800 m     | 2017 |

## Persoonlijke records
Outdoor
| Onderdeel | Prestatie | Datum        | Plaats  |
| --------- | --------- | ------------ | ------- |
| 800 m     | 2.08,90   | 22 juli 2017 | Heusden |

Indoor
| Onderdeel | Prestatie | Datum            | Plaats |
| --------- | --------- | ---------------- | ------ |
| 800 m     | 2.08,59   | 10 februari 2018 | Gent   |

## Palmares

### 800 m
- 2017:  BK AC indoor – 2.14,88
- 2017:  BK AC – 2.11,52
- 2018:  BK AC indoor – 2.08,59
- 2018:  BK AC – 2.11,39